# かわしま燦々夏祭り
かわしま燦々夏祭り（かわしまさんさんなつまつり）は、岐阜県各務原市川島笠田町の河川環境楽園内で行なわれる祭りである。

## 概要
元々は江戸時代の享保年間に始まったという現在の岐阜県各務原市川島渡町に伝わる渡島川祭り（八幡神社の旧暦8月15日に行われる祭り）である。1963年（昭和38年）を最後に中断していたが、1995年（平成7年）に“かわしま川祭り”として復活。2004年（平成16年）より、このかわしま川祭りをメインとした“かわしま燦々夏祭り”となる。

## 渡島川祭り
八幡神社の旧暦8月15日に行われていた祭りであり、戦後は新暦7月30日に行われていた。愛知県津島市の尾張津島天王祭から伝承されたと伝わる。八幡神社前の木曽川（南派川）で行われていた。
舟は東組と西組の2艘あり、各約50人が乗り込む。舟には半円の山笠に365個の提灯（日にちを示す）、中央の心柱には12個の提灯（月を示す。うるうは13個）等、様々な飾りがされる。
祭りの約2週間前から笛や太鼓の練習が行われ（練習始め）、審査（二本調べ、一本調べ）を経て当日の演者が決まる。
祭り本日は、午前中にに舟の飾りつけが行われ、午後に20人程度がお囃子を行いながら道行きを行い八幡神社へ向かう。山笠は昼巡行と宵巡行があり、宵巡行は提灯に明かりが灯される。昼夜ともに舟はお囃子を奏でつつ、八幡神社前から大きく回転しながら約500m川を下ってから、上って八幡神社前に戻る。

## 歴史
- 享保年間 - 渡島川祭りが始まる。
- 1963年（昭和38年）7月30日 - 河川改修の水量減少により、舟が川に浮かべることが出来なくなったことから、この日を最後に渡島川祭りは休止する。
- 1974年（昭和49年）8月 - 川島町盆踊りで約10年ぶりに川祭りの囃子を披露する。
- 1985年（昭和60年）12月29日 - 川祭りの道具一式が川島町の有形民俗文化財に指定される。
- 1986年（昭和61年）7月30日 - 八幡神社境内に川まつり資料館が竣工。
- 1988年（昭和63年） - ぎふ中部未来博で道行きを披露する。
- 1989年（平成元年） - ふるさと創生事業の資金を利用して川まつり復活が計画される。
- 1995年（平成7年）8月14日 - かわしま川祭りとして復活する。道具の紛失や老朽化の為、本来2艘の舟で行なうのを1艘に縮小して復活であった。川原の一画を約100m四方掘り下げた臨時の池での披露となる。
- 1996年（平成8年）8月 - 舟が2艘となる。
- 2000年（平成12年）7月22日 - 河川環境楽園内の木曽川水園下流ゾーンに開催場所を変更。“かわしま燦々まつり”に改称する。
- 2004年（平成16年） - “かわしま燦々夏祭り”に改称する。
- 2020年（令和2年） - 新型コロナウイルス感染症（COVID-19）の世界的流行により開催を中止。
- 2023年（令和5年） - 開催中止。7月29日に「かわしま燦々夏まつりMini」として一部のイベントのみ開催[1]。
- 2024年（令和6年） - 通常の開催となる。

## 開催日・主なイベント
開催日
- 7月下旬（基本的に、7月第三週土曜日～第四土・日曜日）

主なイベント
- 野外映画上映大会
- 大盆踊り大会
- 屋台村フェスティバル
- かわしま川祭り
- 花火

など